# Putignano (Bari)
Putignano is een gemeente in de Italiaanse provincie Bari (regio Apulië) en telt 27.913 inwoners (31-12-2004). De oppervlakte bedraagt 99,1 km², de bevolkingsdichtheid is 282 inwoners per km².
De volgende frazioni maken deel uit van de gemeente: San Pietro Piturno.

## Demografie
Putignano telt ongeveer 10238 huishoudens. Het aantal inwoners steeg in de periode 1991-2001 met 4,4% volgens cijfers uit de tienjaarlijkse volkstellingen van ISTAT.
| Jaar | Inwoneraantal |
| ---- | ------------- |
| 1991 | 26.992        |
| 2001 | 28.176        |

## Geografie
De gemeente ligt op ongeveer 375 meter boven zeeniveau.
Putignano grenst aan de volgende gemeenten: Alberobello, Sammichele di Bari, Castellana Grotte, Conversano, Gioia del Colle, Noci, Turi.